# Рачу (Муреш)
Рачу (рум. Râciu) насеље је у Румунији у округу Муреш у општини Рачу. Oпштина се налази на надморској висини од 332 m.

## Становништво
Према подацима из 2011. године у насељу је живело 3694 становника.